# To Your Eternity
To Your Eternity (яп. 不滅のあなたへ Фумэцу но аната э) — манга Ёситоки Оимы. Начала публиковаться в 50-м номере Weekly Shonen Magazine издательства Kodansha за 2016 год. Первый танкобон выпущен 17 января 2017 года. 12 апреля 2021 года стартовала трансляция аниме-адаптации. Права на публикацию манги на русском языке приобретены издательством «Истари комикс», о чём было объявлено 12 апреля 2017 года. Первый том вышел в октябре 2017 года.

## Сюжет
Некто бросил на землю сферу, умеющую изменять свой облик и обладающую своей сущностью. Она становится камнем, затем мхом, а после этого превращается в волчицу, пришедшую с севера. Это существо («оно») скиталось, не познавая ничего нового, пока не встретило мальчика, живущего в «заснеженном мире», где вечно царит полярная ночь. Мальчик мечтает о «большой» земле, потому и отправляется в длительное путешествие. Вскоре «оно» приобрело вид мальчика и начало бродить в поисках цели своего существования, встречая всё новых и новых людей.

## Персонажи

### Главные герои
Бессмертный (яп. フシ Фуси) — главный герой, изначально сфера, созданная Чёрным для сохранения мира. По ходу сюжета поглощает формы окружающих предметов и живых существ, за счёт чего взрослеет и становится сильнее. Если форме нанести смертельный урон, восстанавливает её до того состояния, в каком она была получена.
Сэйю: Рэйдзи Кавасима
Наблюдатель (яп. 観察者 кансацуся) — создатель Бессмертного. Бесстрастно описывает его приключения, вмешивается в них, только чтобы предупредить об опасности, иногда отвечает на вопросы «сына». Его видит только Бессмертный. Из-за плаща все называют его просто «Чёрный».
Сэйю: Кэндзиро Цуда.

### Второстепенные персонажи
Мальчик (яп. 少年 сё:нэн) — первый человек, встреченный Бессмертным, хозяин Джоан. Жил в заброшенном посёлке у полярного круга. Мечтал попасть на юг и поесть фруктов.
Сэйю: Рэйдзи Кавасима.
Джоан (яп. ジョアン Дзёан) — полярная волчица мальчика. Пришла к месту, где находился Бессмертный в облике мха, раненой и умерла.
Парона (яп. パロナ) — молодая девушка из деревни в Нинанне, играла с Мати, не имевшей младших братьев и сестёр. Пыталась спасти её от яномейцев, пришедших забрать девственницу для жертвы Медвемону.
Сэйю: Ая Утида.
Мати (яп. マーチ Ма:ти) — маленькая девочка из деревни в Нинанне, считает Парону своей старшей сестрой. Желает вырасти.
Сэйю: Риэ Хикисака.
Хаясэ (яп. ハヤセ) — чиновница из государства Яноме. В ней сочетаются вежливость и жестокость: спокойно убивает людей. Влюблена в Бессмертного. Основала его культ.
Сэйю: Мицуки Сайга.
Пиоран (яп. ピオラン) — пожилая женщина из Такнахи. Находится в заключении у яномейцев (в прошлом отравила десяток из них), которые используют её в качестве «медиума» для выбора жертв Медвемону. Научила Бессмертного грамоте и языку.
Сэйю: Рикако Айкава.
Медвемон (яп. オニグマ Онигума) — гигантский медведь, культ которого поддерживают яномейцы, чтобы в обмен на жертвы одаривать жителей Нинанны едой и товарами и держать в подчинении.
Гугу (яп. グーグー Гу:гу:) — мальчик, ставший Бессмертному братом. После того, как на его голову упало бревно, носит маску, скрывающую изуродованное лицо. Живёт у Алкодеда. Влюблён в Лин.
Сэйю: Рёко Сираиси (ребёнок), Таку Ясиро (подросток)
Син (яп. シン) — старший брат Гугу. Будучи подростком, проматывал все деньги на алкоголь и азартные игры. Повзрослев, открыл своё дело.
Сэйю: Ацуси Абэ.
Алкодед (яп. 酒爺 Сакэдзии) — пожилой бровар. Подобрал и вылечил изуродованного Гугу, после приютил его и Бессмертного. В молодости был любимым Пиоран.
Сэйю: Кэнтаро Тонэ.
Лин Кропп (яп. リーン・クロップ Ри:н Куроппу) — дочь аристократов, которую Гугу спас от смерти. Однажды пришла к Алкодеду за лекарством, в итоге подружившись с ним и Бессмертным.
Сэйю: Манака Ивами.
Тута (яп. トナリ Тонари) — дочь человека, обвинённого в убийстве жены и сосланного на остров-тюрьму Джананда. Хочет стать писательницей. Держит при себе трёхпалого филина Ригада.
Сэйю: Эри Инагава.
Сандер (яп. サンデル Сандэру) — друг Туты. Мечтает стать врачом.
Сэйю: Ю Кобаяси.
Мья (яп. ミァ Мьа) — красивая девушка, первой заговорившая с Тутой после смерти её отца. Научила её выживать на острове. Мечтает стать натурщицей.
Сэйю: Юко Нацуёси.
Улой (яп. ウーロイ У:рой) — плотный парень из компании Туты, лучник. Друзья относятся к нему как к старшему брату.
Сэйю: Нобуюки Кобуси.
Упа (яп. ウーパ У:па) — девочка, родители которой продали дочь за серебряк. После этого её приютила компания Туты, благодаря чему Упа не разочаровалась в людях и осталась гуманной. Стреляет отравленными дротиками.
Сэйю: Кономи Кохара.
Хисамэ (яп. ヒサメ) — 9-летняя внучка Хаясэ, первая наследница её воли. По поверьям яномейцев, душа человека может реинкарнировать, и считается, что душа Хаясэ перерождается в телах её потомков, и каждому новому наследнику в левую руку вживляют Стучащего, напавшего на Хаясэ в море после её отбытия с Джананды. Воспитана с твёрдым убеждением, что Бессмертный принадлежит Ордену Защитников, основанному Хаясэ ещё на тюремном острове.
Сэйю: Томори Кусуноки.
Кахаку (яп. カハク) — шестой наследник воли Хаясэ. Может пользоваться сидящим в его левой руке Стучащим как частью своего тела, усиляющей эту руку. Влюбляется в Парону, когда в неё превращается Бессмертный.
Сэйю: Мицуки Сайга.
Бонсьен Николь ля Тейстипич Уралис (яп. ボンシェン・ニコリ・ラ・テイスティピーチ＝ウラリス Бонсэн Никори Ра Тэйсутипи:ти Урарису) / Принц Бон (яп. ボン王子 Бон о:дзи) — первый принц королевства Уралис. Узнав, что отец собирается передать престол его младшему брату Тортуа, клянётся поймать Бессмертного, чтобы король увидел его потенциал и передумал. Впоследствии становится союзником Бессмертного и совместно с Кахаку и Орденом Защитников объезжает деревни с миссионерством, оставляя в них членов Ордена и оружие для защиты от Стучащих. Гуманист.
Сэйю: Такэхито Коясу.
Покуа (яп. ポコア Покоа) — младшая сестра Бона, принцесса Уралиса. Намеренно шепелявит для создания неповторимого имиджа. Во время миссионерской экспедиции Бона пробирается в его лагерь и до самого Энтаса прячется от него в бочке.
Сэйю: Аой Кога.
Тортуа (яп. トルタ Торута) — младший брат Бона, наследный принц Уралиса, избранный отцом за помощь простолюдинам. Сопливит.
Сэйю: Мэгуми Хан.
Айрис (яп. アイリス Айрису) / Тодо (яп. トド) — девочка-швея, понравившаяся Бону в детстве, за что изгнанная его матерью из замка. Растолстев, во взрослом возрасте решила ещё раз устроиться во дворец швеёй королевы, но Бон заметил её раньше и, не узнав и приняв её за мужчину, назначил её на должность своего «стула». В плену у секты Бенетт Айрис худеет, и Бон её узнаёт, предлагая остаться с ним.
Сэйю: Акэно Ватанабэ.
Сайлила (яп. サイリーラ Сайри:ра) — архипастор секты Бенетт, ставших противниками Бессмертного и Кахаку из-за того, что народ начал боготворить первого с подачи второго. В городе Энтасе берёт в плен Бессмертного, Бона и Тодо.
Сэйю: Мицуру Миямото.

## Манга
Начала публиковаться в 50-м номере Weekly Shonen Magazine издательства Kodansha за 2016 год. Первый танкобон выпущен 17 января 2017 года. К январю 2020 года Kodansha издала 12 танкобонов, составляющих первую арку манги, озаглавленную аркой былой эпохи. Манга лицензирована издательствами Kodansha Comics в США и Milky Way Ediciones в Испании. Во всех западных изданиях (в том числе и в русском) по требованию японской стороны манга называется To Your Eternity.

#### Список томов
| №  | Японский              | Японский               | Русский              | Русский                |
| №  | Дата публикации       | ISBN                   | Дата публикации      | ISBN                   |
| -- | --------------------- | ---------------------- | -------------------- | ---------------------- |
| 1  | 17 января 2017 года   | ISBN 978-4-06-395842-3 | Октябрь 2017 года    | ISBN 978-5-904676-90-2 |
| 2  | 17 марта 2017 года    | ISBN 978-4-06-395887-4 | Май 2018 года        | ISBN 978-5-907014-19-0 |
| 3  | 16 июня 2017 года     | ISBN 978-4-06-395955-0 | Май 2018 года        | ISBN 978-5-907014-20-6 |
| 4  | 15 сентября 2017 года | ISBN 978-4-06-510189-6 | Сентябрь 2018 года   | ISBN 978-5-907014-24-4 |
| 5  | 11 ноября 2017 года   | ISBN 978-4-06-510385-2 | Май 2020 года        | ISBN 978-5-604344-38-5 |
| 6  | 16 февраля 2018 года  | ISBN 978-4-06-510963-2 | Август 2020 года     | ISBN 978-5-6043443-9-2 |
| 7  | 15 июня 2018 года     | ISBN 978-4-06-511410-0 | Март 2021 года       | ISBN 978-5-6043444-0-8 |
| 8  | 14 сентября 2018 года | ISBN 978-4-06-512231-0 | Август 2023 года     | ISBN 978-5-907539-58-7 |
| 9  | 17 декабря 2018 года  | ISBN 978-4-06-513396-5 | 12 декабря 2023 года | ISBN 978-5-907539-59-4 |
| 10 | 17 апреля 2019 года   | ISBN 978-4-06-514449-7 | 12 декабря 2023 года | ISBN 978-5-907539-60-0 |
| 11 | 16 августа 2019 года  | ISBN 978-4-06-515316-1 |                      |                        |
| 12 | 17 января 2020 года   | ISBN 978-4-06-517663-4 |                      |                        |
| 13 | 17 июля 2020 года     | ISBN 978-4-06-519308-2 |                      |                        |
| 14 | 17 декабря 2020 года  | ISBN 978-4-06-521479-4 |                      |                        |
| 15 | 15 апреля 2021 года   | ISBN 978-4-06-522887-6 |                      |                        |
| 16 | 17 августа 2021 года  | ISBN 978-4-06-524555-2 |                      |                        |
| 17 | 17 февраля 2022 года  | ISBN 978-4-06-526901-5 |                      |                        |
| 18 | 16 сентября 2022 года | ISBN 978-4-06-529131-3 |                      |                        |
| 19 | 17 февраля 2023 года  | ISBN 978-4-06-530626-0 |                      |                        |
| 20 | 17 августа 2023 года  | ISBN 978-4-06-532192-8 |                      |                        |
| 21 | 17 января 2024 года   | ISBN 978-4-06-534185-8 |                      |                        |
| 22 | 17 июня 2024 года     | ISBN 978-4-06-535784-2 |                      |                        |
| 23 | 15 ноября 2024 года   | ISBN 978-4-06-537434-4 |                      |                        |

## Аниме
О грядущей экранизации в формате двадцатисерийного аниме-сериала было объявлено 9 января 2020 года, когда Kodansha опубликовала тизер адаптации. Сериал планировалось выпустить на канале NHK-Educational в октябре 2020 года, но за месяц до начала трансляции из-за пандемии COVID-19 его перенесли на апрель 2021 года. Режиссировал сериал Масахико Мурата, сценаристом стал Синдзо Фудзита, а художником по персонажам — Кодзи Ябуно. Производством анимации занимается студия Brains Base.
Второй сезон начал транслироваться 22 октября 2022 года. Новым режиссёром стала Киёко Саяма, на прежних местах остались Синдзо Фудзита, Кодзи Ябуно и Рё Кавасаки, производство осуществляется на студии Drive. В 2023 году анонсирован третий сезон, премьера состоится в октябре 2025 года на канале NHK General.
Начальную песню обоих сезонов «Pink Blood» написала и исполняет Хикару Утада, а завершающие, инструментальные «Mediator» для первого сезона и «Roots» для второго, создал Масаси Хамаудзу. Опенинг и эндинг были размещены без титров на официальном YouTube-канале.
В Японии показ аниме идёт по телесети NHK Educational TV. За пределами Азии трансляцию осуществляет потоковый сервис Crunchyroll.

## Приём и критика
Первый том манги был продан общим количеством 29 288 копий, заняв 17 место в недельном рейтинге манги Oricon. Второй том поднялся на 34 место с продажами 22 565 копий в первую неделю, тогда как третий — 41 место и 20 445 копий.
Манга была номинирована на 11-ю премию «Манга Тайсё» в 2018 году, набрав 47 очков. В 2018 году Оима получила награду «Дарума: новая манга» на французском Japan Expo за To Your Eternity. В мае 2019 года произведение было награждено как «Лучшая сёнэн манга» на Kodansha Manga Award вместе с The Quintessential Quintuplets. В 2018 году манга была названа одной из лучших серий на Comic-Con International для юных читателей, а в 2019 году — для взрослых. Первые пять томов были названы американской библиотечной ассоциацией также одной из лучших манг для юной аудитории в 2019 году.
История и сеттинг манги были высоко оценены критиками, такими как Otaku USA, из-за большого количества фэнтезийных и драматических элементов. В то же время критик журнала отметил, что первый том не оставляет такое же эмоциональное впечатление, как предыдущая работа автора — «Форма голоса». В двух обзорах Anime News Network и одном UK Anime Network критики дали первому тому максимальную оценку, впечатлённые глубоким повествованием, вращающимся вокруг разных персонажей, а также тем, как история обращается с одиноким юношей, встретившим Бессмертного на напоминающей ледниковый период территории, тогда как другие авторы ANN беспокоились, смогут ли остальные главы сохранить такое же эмоциональную отдачу, как и первые. Автора обзора Anime UK News больше впечатлил неназванный парень, а не Бессмертный. В ходе развития манги арка Бессмертного превозносилась критиками, так как он начал вести себя почти как человек, что контрастировало с тем, как его впервые представили читателю, а трагический тон самой истории крайне подходит для его рассказа. В обзоре Manga News была положительно отмечена прокрутка времени вперёд в повествовании, что позволило смешать бессмертие героя с более современными сценариями.
В целом рисунок манги был также оценен положительно. Anime UK News и Manga Mexico отметили верность сеттингу и детализацию персонажей. Fantasy Mundo подчеркнули, что рисунок помогает лучше передать эмоции и добавить детали в образы персонажей. The Fandom Post отметили, что Оима довольно слабо прорисовывает текстуры, но достаточно детально обращается с фоном, когда действие переходит из ледника в лес, хотя они нашли образы диких зверей странными. UK Anime Network похвалили детализацию фонов и передачу эмоций персонажей.
Аниме также было встречено положительно. Оно попало в список лучших аниме весны 2021 года по версии IGN. В обзорах ANN и The Fandom Post премьера аниме получила высочайшую оценку критиков. Победитель в номинации «Лучшая драма» по итогам Crunchyroll Anime Awards 2022.